# Canton de Villeneuve-Loubet
Le canton de Villeneuve-Loubet est une circonscription électorale française du département des Alpes-Maritimes, créée par le décret du 24 février 2014 et entrée en vigueur lors des élections départementales de 2015.

## Histoire
Un nouveau découpage territorial des Alpes-Maritimes entre en vigueur en mars 2015, défini par le décret du 24 février 2014, en application des lois du 17 mai 2013 (loi organique 2013-402 et loi 2013-403). Les conseillers départementaux sont, à compter de ces élections, élus au scrutin majoritaire binominal mixte. Les électeurs de chaque canton élisent au Conseil départemental, nouvelle appellation du Conseil général, deux membres de sexe différent, qui se présentent en binôme de candidats. Les conseillers départementaux sont élus pour six ans au scrutin binominal majoritaire à deux tours, l'accès au second tour nécessitant 12,5 % des inscrits au premier tour. En outre la totalité des conseillers départementaux est renouvelée. Ce nouveau mode de scrutin nécessite un redécoupage des cantons dont le nombre est divisé par deux avec arrondi à l'unité impaire supérieure si ce nombre n'est pas entier impair, assorti de conditions de seuils minimaux. Dans les Alpes-Maritimes, le nombre de cantons passe ainsi de 52 à 27. Le canton de Villeneuve-Loubet fait partie des quatorze nouveaux cantons du département, les treize autres cantons portant la dénomination d'un ancien canton, mais avec des limites territoriales différentes.

## Représentation
| Période élective | Période élective | Mandat | Mandat   | Identité              | Nuance | Nuance | Qualité |
| ---------------- | ---------------- | ------ | -------- | --------------------- | ------ | ------ | --- |
| 2015             | 2021             | 2015   | 2021     | Marie-Rose Benassayag |        | LR     | Adjointe au Maire de Villeneuve-Loubet Vice-présidente du Département chargé de la mer et des déplacements    |
| 2015             | 2021             | 2015   | 2021     | Michel Rossi          |        | LR     | Maire de Roquefort-les-Pins Vice-président du Département chargé du Numérique                                 |
| 2021             | 2028             | 2021   | en cours | Marie Benassayag      |        | LR     | Conseillère sortante, 7ème Vice-Présidente du conseil départemental chargée de la mer et des mobilités douces |
| 2021             | 2028             | 2021   | en cours | Michel Rossi          |        | LR     | Conseiller sortant                                                                                            |

### Résultats détaillés

#### Élections de mars 2015
Lors des élections départementales de 2015, le binôme composé de Marie Benassayag et Michel Rossi (Union de la Droite) est élu au premier tour avec 52,46 % des suffrages exprimés, devant le binôme composé de Monique Bertelloni et Gilles Boïs (FN) (31,39 %). Le taux de participation est de 50,2 % (12 787 votants sur 25 474 inscrits) contre 48,55 % au niveau départemental et 50,17 % au niveau national.

#### Élections de juin 2021
Le premier tour des élections départementales de 2021 est marqué par un très faible taux de participation (33,26 % au niveau national). Dans le canton de Villeneuve-Loubet, ce taux de participation est de 36,86 % (10 053 votants sur 27 270 inscrits) contre 34,55 % au niveau départemental. À l'issue de ce premier tour, deux binômes sont en ballottage : Marie Benassayag et Michel Rossi (Union à droite, 49,29 %) et Karin Hartmann et Jean-Pierre Vincendet (RN, 27,57 %).
Le second tour des élections est marqué une nouvelle fois par une abstention massive équivalente au premier tour. Les taux de participation sont de 34,3 % au niveau national, 37,61 % dans le département et 40,34 % dans le canton de Villeneuve-Loubet. Marie Benassayag et Michel Rossi (Union à droite) sont élus avec 70,68 % des suffrages exprimés (7 327 voix pour 11 001 votants et 27 272 inscrits),,.

## Composition
Le canton de Villeneuve-Loubet comprend quatre communes entières.
| Nom                                       | Code Insee | Intercommunalité    | Superficie (km2) | Population (dernière pop. légale) | Densité (hab./km2) | Modifier                                    |
| ----------------------------------------- | ---------- | ------------------- | ---------------- | --------------------------------- | ------------------ | ------------------------------------------- |
| Villeneuve-Loubet (bureau centralisateur) | 06161      | CA Sophia Antipolis | 19,60            | 16 729 (2022)                     | 854                | modifier les données · modifier les données |
| La Colle-sur-Loup                         | 06044      | CA Sophia Antipolis | 9,82             | 8 143 (2022)                      | 829                | modifier les données · modifier les données |
| Roquefort-les-Pins                        | 06105      | CA Sophia Antipolis | 21,53            | 7 284 (2022)                      | 338                | modifier les données · modifier les données |
| Saint-Paul-de-Vence                       | 06128      | CA Sophia Antipolis | 7,26             | 3 190 (2022)                      | 439                | modifier les données · modifier les données |
| Canton de Villeneuve-Loubet               | 0627       |                     | 58,21            | 35 346 (2022)                     | 607                | modifier les données                        |

## Démographie
En 2022, le canton comptait 35 346 habitants, en évolution de +8,13 % par rapport à 2016 (Alpes-Maritimes : +2,85 %, France hors Mayotte : +2,11 %).
| 2013   | 2018   | 2022   |
| ------ | ------ | ------ |
| 32 069 | 33 933 | 35 346 |